# 薦神社
薦神社（こもじんじゃ）は、大分県中津市に所在する八幡宮で、別名大貞八幡宮（おおさだはちまんぐう）とも称される。境内の三角池（みすみいけ：古くは「御澄池」と記すこともある）を内宮、神殿を外宮とする。全国八幡宮の総本宮である宇佐神宮の祖宮といわれ、承和年間（834-848年）の創建と伝える古社である。

## 祭神
- 本殿 - 応神天皇（八幡大神）、比咩大神（宗像三女神）、息長帯比売命（神功皇后）
- 八坂社（祇園社） - 素盞嗚尊（すさのおのみこと）
- 若宮社 - 応神天皇皇子

比咩大神とは宗像三女神のことで、沖津宮（沖ノ島）の田心比売命（たごりひめのみこと）、中津宮（福岡県大島）の瑞津比売命（たぎつひめのみこと）、辺津宮（へつみや）（同県宗像市田島）の市杵島比売命（いちきしまひめのみこと）を示す。この三女神は『日本書紀』巻第1神代上第6段一書第3の条によると、「則ち日神の生れまする三の女神を以ては、葦原中国（あしはらのなかつくに）の宇佐島に降り居さしむ。今、海の北の道の中に在す」とあり、最初は宇佐の地に降り立ったことを示している。

## 社紋
一つ巴。元来、巴紋は水に由来する紋で、宝器の勾玉、魂、命に関連する。宇佐神宮の三つ巴に対して、一つ巴であることから、宇佐の祖宮の一つと考えられている薦神社は、本来は宗像三比売大神ではなく、別の、あるいはその中の一人の比売大神（たとえば中津宮の湍津姫神）を祀っていたのではないかという説もある。

## 歴史
養老4年（720年）、大隅・日向の隼人の反乱（大隅国府襲撃）で大伴旅人が率いる大和朝廷軍および宇佐神宮の辛島波豆米（からしまのはづめ）率いる宇佐「神軍」が、薦神社の三角池に自生する真薦を刈って作った枕形の御験、薦枕（こもまくら）を神体に、神輿を奉じて日向まで行幸し、乱を鎮めたと言われる。この薦刈神事は現在6年ごとに行われる宇佐神宮行幸会の中で辛嶋一族が当時より行い伝えている。
大貞の「貞」の字には占いの意味があると言われ、道教との関連性も指摘されている。
薦神社と三角池は、「三角池と薦神社」として昭和51年（1976年）3月30日に大分県指定史跡、「三角池の水生・湿地植物群落」が大分県指定天然記念物に指定されており、神門は元和8年（1622年）に細川忠興の造営で、国の重要文化財に指定されている。社殿は江戸時代末期に建造。

## 祭祀
- 2月11日 - 鎮疫祭、御心経会（鬼やらい行事）
- 4月21日 - 例祭
- 9月第3土･日曜日 - 仲秋祭（御神幸祭）

## 交通
- JR九州小倉駅より、日豊本線の特急ソニックで約30分で中津駅下車。駅から車で約15分。
- 路線バス利用の場合は、中津駅南口より大交北部バス田中行きまたは少年学院官舎前行きに乗車、薦神社前下車。所要約20分。